# ئی. لوید شلدون
ئی. لوید شلدون (انگلیسی: E. Lloyd Sheldon؛ ‏ ۲۷ مهٔ ۱۸۸۶ – ۲۴ ژانویهٔ ۱۹۵۷) فیلم‌نامه‌نویس، تدوین‌گر، و تهیه‌کننده فیلم اهل ایالات متحده آمریکا بود.
از فیلم‌هایی که وی در آن‌ها نقش داشته‌است، می‌توان به آلومای دریاهای جنوب، این، دنیای تبهکاران، گناهان پدران، خیابان‌های شهر و راه شیری اشاره نمود.